# 等势
在数学领域中，两个集合是等势的（英語：equinumerous）意為它们之间存在一个双射。這種性質经常叫做等势性(equinumerosity)。英文中也會用术语 equipotent 或 equipollent 來表示等勢。

## 定義
定義 — {\displaystyle A} 和 {\displaystyle B} 是二集合，若 {\displaystyle f} 滿足
- {\displaystyle (\forall a\in A)(\exists !b)\{(b\in B)\wedge [(a,\,b)\in f]\}} （{\displaystyle f} 是{\displaystyle A} 和 {\displaystyle B} 間的函数）
- {\displaystyle (\forall b\in B)(\exists a\in A)[(a,\,b)\in f]} （每個 {\displaystyle b\in B} 都可以用 {\displaystyle f} 的規則對到某 {\displaystyle a\in A}）
- {\displaystyle (\forall a_{1}\in A)(\forall a_{2}\in A)(\forall b\in B)\{[(a_{1},\,b),\,(a_{2},\,b)\in f]\Rightarrow (a_{1}=a_{2})\}} （{\displaystyle a_{1},\,a_{2}\in A} 都對到 {\displaystyle b\in B} 則兩者相等 ）

此時用以下符號簡記：
{\displaystyle A\,{\overset {f}{\cong }}\,B}
更進一步的，可以定義：
{\displaystyle A\cong B:=(\exists f)\left[A\,{\overset {f}{\cong }}\,B\right]}
並可簡稱為{\displaystyle A} 和 {\displaystyle B} 是等势的。
{\displaystyle A\,{\overset {f}{\cong }}\,B} 直觀上來說，就是任意 {\displaystyle b\in B} 都可以透過函数 {\displaystyle f} 的規則，被唯一的一個 {\displaystyle a\in A} 對應。而所謂的等勢，就是{\displaystyle A} 和 {\displaystyle B} 間存在這樣的一對一且不遺漏的對應關係。

### 範例
设{\displaystyle E=\left\{2n|n\in \mathbb {N} \right\}}是全体偶数的集合，那么，它与自然数集{\displaystyle \mathbb {N} }是等势的；
有理数{\displaystyle \mathbb {Q} }与自然数{\displaystyle \mathbb {N} }是等势的（所有有理数与自然数是“一样多”的）；
然而，无理数{\displaystyle \mathbb {R} -\mathbb {Q} }与自然数{\displaystyle \mathbb {N} }或有理数{\displaystyle \mathbb {Q} }都不等势（无理数比有理数“个数多”）。

## 性質
- 两个有限集是等势的，当且仅当它们的元素个数相等。
- 等勢可構成一個等价关系。

## 範疇論的等勢
在集合范畴中，带有函数作为态射的所有集合的范畴，在两个集合之间的同构正好是一个双射，而两个集合正好是等势的，如果它们在这个范畴中是同构的。